# Leea grandifolia
Leea grandifolia är en vinväxtart som beskrevs av Wilhelm Sulpiz Kurz. Leea grandifolia ingår i släktet Leea och familjen vinväxter. Inga underarter finns listade i Catalogue of Life.